# إسرائيل فينكلشتاين
إسرائيل فينكلشتاين (بالعبرية: ישראל פינקלשטיין‏) (باللاتينية Israel Finkelstein) أكاديمي وعالم آثار إسرائيلي. يعمل حاليا كأستاذ علم آثار إسرائيل في العصر البرونزي والعصر الحديدي في جامعة تل أبيب، وكرئيس مشارك في التنقيب في تل مجدو في شمال إسرائيل.

## جدالات
فينكلستاين رائد في علم آثار الشرق الأوسط مختص بتاريخ إسرائيل المبكر. انتقد جيل العلماء السابق الذين قرأوا نتائج أبحاثهم في التنقيبات على أنها موافقة لروايات الفتوحات الكتابية. كسب سمعة «صاعقة» بسبب الجدل وخاصة وصفه القدس في القرن العاشر ق م الزمن الذي ينسب إليه الملكان داوود وسليمان، فقد وصفها بأنها مجرد قرية أو مركز قبلي. وبالرغم من رفضه للرؤية التي تنسب تأليف الكتاب المقدس إلى العصر الفارسي أو اليوناني أي بعد العودة من النفي البابلي لكنه يؤكد أن معظمه كتب بين القرنين السابع والخامس ق م. ويعتقد بالرغم من رفضه للتفسير الحرفي لتاريخ الكتاب المقدس أن «الاكتشافات الأثرية الجديدة لا يجب أن تأكل شعور الشخص بهويته والتقاليد».

## عمل
قام بتنسيق التحليل المعدني والكيميائي لرسائل تل العمارنة، وألف مع نيل آشر سيلبرمان كتاب كشف الكتاب المقدس (The Bible Unearthed: Archaeology's New Vision of Ancient Israel and the Origin of Its Sacred Texts).

## روابط خارجية
- إسرائيل فينكلستاين على موقع IMDb (الإنجليزية)